# Colocasia (plant)
Colocasia is een geslacht uit de aronskelkfamilie (Araceae). De soorten komen voor in (sub)tropisch Azië. Een bekende soort is de taro (Colocasia esculenta). Deze wordt vanwege de eetbare wortelknollen gekweekt. 

## Soorten
- Colocasia affinis Schott
- Colocasia boyceana Gogoi & Borah
- Colocasia dibangensis Gogoi & Borah
- Colocasia esculenta (L.) Schott - Taro
- Colocasia fallax Schott
- Colocasia fontanesii Schott
- Colocasia hassanii H.Ara
- Colocasia lihengiae C.L.Long & K.M.Liu
- Colocasia mannii Hook.f.
- Colocasia menglaensis J.T.Yin, H.Li & Z.F.Xu
- Colocasia oresbia A.Hay

... · 
Aglaonema · 
Alocasia · 
Amorphophallus · 
Anthurium · 
Arum (Aronskelk) · 
Caladium · 
Calla · 
Culcasia · 
Dieffenbachia · 
Dracunculus · 
Epipremnum · 
Gymnostachys · 
Helicodiceros · 
Lemna (Eendenkroos) · 
Monstera · 
Philodendron · 
Pistia · 
Scindapsus · 
Spathiphyllum (Lepelplant) · 
Spirodela · 
Wolffia · 
...